# Villa Santa Rita de Catuna
Villa Santa Rita de Catuna är en ort i Argentina.   Den ligger i provinsen La Rioja, i den centrala delen av landet, 800 km nordväst om huvudstaden Buenos Aires. Villa Santa Rita de Catuna ligger 491 meter över havet och antalet invånare är 1 695.
Terrängen runt Villa Santa Rita de Catuna är platt åt sydost, men åt nordväst är den kuperad. Terrängen runt Villa Santa Rita de Catuna sluttar österut. Runt Villa Santa Rita de Catuna är det mycket glesbefolkat, med 2 invånare per kvadratkilometer.. Villa Santa Rita de Catuna är det största samhället i trakten.
Omgivningarna runt Villa Santa Rita de Catuna är i huvudsak ett öppet busklandskap.